# Omphra hirta
Omphra hirta – gatunek chrząszcza z rodziny biegaczowatych i podrodziny Anthiinae.

## Taksonomia
Gatunek ten opisany został w 1801 roku przez Johana Christiana Fabriciusa jako Helluo hirtus. W nowym rodzaju Omphra został umieszczony przez Pierre’a Dejeana jako jego gatunek typowy.

## Opis
Ciało samców długości od 13 do 17 mm, a samic od 15 do 18 mm. Wierzch ciała czarny, a spód i odnóża czarne lub rudobrązowe. Szczecinki na całym ciele szare. Nasada bródki z dwoma szczecinkami. Obie pary głaszczków o czwartym członie rozszerzonym. Ostatni człon czułków podłużono-owalny. Przedplecze w obrysie prawie zaokrąglone. Przedplecza jak i pokrywy pośrodku najszersze. Pokrywy owalne, o barkach wystających, a wierzchołku spiczastym i nieobrzeżonym. Międzyrzędy pokryw słabo wypukłe. Narządy rozrodcze samców z wąską i spiczasto zwieńczoną blaszką apikalną, samic natomiast z dwiema szczecinkami na brzuszno-bocznej krawędzi drugiego stylomeru i pozbawionym szczecinek żeberkiem pierwszego.
Gatunek podobny do O. rotundicollis.

## Rozprzestrzenienie
Gatunek orientalny, endemiczny dla subkontynentu indyjskiego. Znany z Indii (w tym Tamilnadu) i Sri Lanki.